# Миљан Миљанић
Миљан Миљанић (Битољ, 4. маја 1930 — Београд, 13. јануар 2012) био је српски и југословенски фудбалски тренер и функционер.
Рођен је у фамилији која је пореклом из Бањана код Никшића у Црној Гори, а прве године живота је провео у Македонији.

## Тренерска каријера
Током своје каријере Миљанић је тренирао Црвену звезду, Реал Мадрид, Валенсију и репрезентацију Југославије у два наврата, на два светска првенства, у Немачкој 1974. године, и 1982. у Шпанији.
Са Црвеном звездом је освојио четири титуле и три Купа Југославије, са Реалом је освојио дуплу круну, шпанско првенство и куп, у сезони 1974/75. а са Валенсијом је у сезони 1982/83. остао на разочаравајућем 17. месту шпанског првенства.
Са репрезентацијом Југославије на Светском првенству 1974. године је заузео 8. место, док је 1982. године Југославија испала одмах након утакмица по групама.
Ипак, је остао најупамћенији као феноменални теоретичар и као председник ФСЈ, место које је заузимао пуних двадесет година, пре него што се пензионисао 2001. године.
Преминуо је 13. јануара 2012. године. Сахрањен је 17. јануара у Алеји заслужних грађана на Новом гробљу у Београду.
Одликован је орденом за храброст, орденом Немање другог реда и орденом ФИФА-е за заслуге у развоју фудбала. Под окриљем УЕФА-е и ФИФА-е држао је семинаре на готово свим континентима.